# 3 Inches of Blood
3 Inches of Blood – kanadyjska grupa heavymetalowa, założona w 2000 roku w Vancouver.

## Muzycy
Opracowano na podstawie materiału źródłowego.
Obecny skład zespołu
- Cam Pipes – śpiew (od 2001)
- Justin Hagberg – gitara (od 2004), śpiew (od 2007)
- Shane Clark – gitara (od 2004)
- Ash Pearson – perkusja (od 2007)
- Steve Ericksson - gitara basowa podczas koncertów (od 2009)

Byli członkowie
- Jamie Hooper – śpiew (2000 – 2008)
- Nick Cates – gitara basowa (2006 – 2009)
- Eugene Kandow – gitara (2000 – 2004)
- Bobby Froese – gitara (2000 – 2004)
- Rich Trawick – gitara basowa (2000 – 2004)
- Brian Redman – gitara basowa (2004 – 2005)
- Geoff Trawick – perkusja (2000 –  2004)
- Matt Wood – perkusja (2004 – 2005)
- Alexei Rodriguez – perkusja (2005 – 2007)

## Dyskografia

### Albumy
- Battlecry Under a Winter Sun (2002)
- Advance and Vanquish (2004)
- Fire Up the Blades (2007)
- Here Waits Thy Doom (2009)
- Long Live Heavy Metal (2012)

### Minialbumy
- Sect of the White Worm (2001)
- Trial of Champions (2007)

### Single
- Ride Darkhorse, Ride (2002)
- Destroy the Orcs (2003)
- Deadly Sinners (2004)
- Goatrider's Horde (2007)
- Trial of Champions (2007)